# Aploactinidae

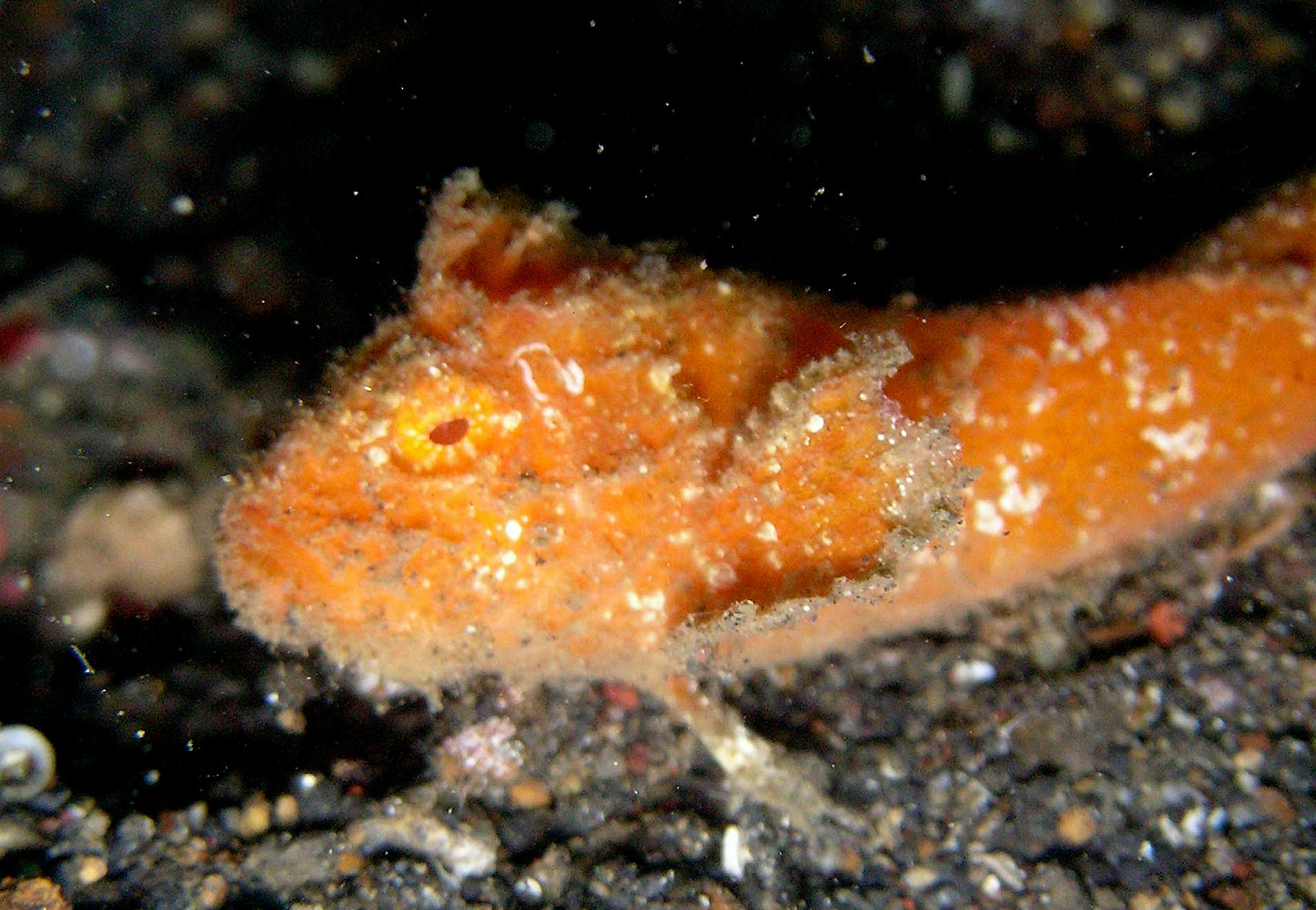
Paraploactis obbesi.

Los aploactínidos (Aploactinidae) son una familia de peces marinos, dentro del orden Scorpaeniformes, distribuidos por el oeste del océano Pacífico y el océano Índico. Su nombre procede del griego: haploos (solo) y aktis (espina).

## Morfología
Cuerpo generalmente aterciopelado debido a escamas espinosas modificadas, con espinas en la cabeza, radios de las aletas no ramificados, origen de la aleta dorsal sobre el ojo o casi, excepto en los géneros Adventor y Peristrominous, las primeras 3 a 5 espinas de la aleta dorsal generalmente aparecen sin conexión de la membrana como el resto, aleta pélvica con una espina y menos de cuatro radios blandos, sin dientes palatinos, sin hendidura branquial detrás del último arco.

## Hábitat
Habitan bentónicos en las regiones de costa, abundantes en Australia e islas de Indonesia.

## Géneros
Existen los siguientes géneros reconocidos:
- Acanthosphex Fowler, 1938
- Adventor Whitley, 1952
- Aploactis Temminck & Schlegel, 1843
- Aploactisoma Castelnau, 1872
- Bathyaploactis Whitley, 1933
- Cocotropus Kaup, 1858
- Erisphex Jordan & Starks, 1904
- Kanekonia Tanaka, 1915
- Matsubarichthys Poss & Johnson, 1991
- Neoaploactis Eschmeyer & Allen, 1978
- Paraploactis Bleeker, 1864
- Peristrominous Whitley, 1952
- Prosoproctus Poss & Eschmeyer, 1979
- Pseudopataecus Johnson, 2004
- Ptarmus Smith, 1947
- Sthenopus Richardson, 1848
- Xenaploactis Poss & Eschmeyer, 1980